# Binaced
Binaced è un comune spagnolo di 1 645 abitanti situato nella comunità autonoma dell'Aragona.